# Callonne
Pour les articles homonymes, voir Calonne.
Ne pas confondre avec la Calonne, rivière de Normandie.
La Callonne est une rivière du département de l'Ain dans la région Auvergne-Rhône-Alpes et un affluent gauche de la Saône et donc un sous-affluent du fleuve le Rhône.

## Géographie
La Callone prend sa source à Francheleins, à 252 m d'altitude et se jette dans la Saône, en rive gauche, sur la commune de Guéreins, à 171 m d'altitude,. Sa longueur est de 10,4 kilomètres. Il coule globalement du sud-est vers le nord-ouest.

### Communes et cantons traversés
Dans le seul département de l'Ain, la Callonne traverse les cinq communes suivantes, de l'amont vers l'aval, de Francheleins (source) Saint-Trivier-sur-Moignans, Chaneins, Montceaux, Guéreins (confluence).
Soit en termes de cantons, la Callonne prend source dans le canton de Villars-les-Dombes, conflue dans le canton de Châtillon-sur-Chalaronne, dans l'arrondissement de Bourg-en-Bresse. La Callonne est dans les deux communauté de communes de la Dombes et communauté de communes Val de Saône Centre.

### Bassin versant
La Calonne traverse une seule zone hydrographique « La Saône de la Chalaronne incluse à l'Ardière ». les cours d'eau voisins sont la petite Calonne, puis la Chalaronne au nord, le Moignans à l'est, l'Appéum 6 km puis la Mâtre au sud, la Saône à l'ouest, 
Son bassin versant est de 36 km2

### Organisme gestionnaire
L'organisme gestionnaire est le SDCBS ou Syndicat des rivières Dombes Chalaronne Bords de Saône, sis à Châtillon-sur-Chalaronne, appuyé par l'EPTB Saône et Doubs, depuis 1991, sis à Mâcon

## Affluents
La Callonne n'a pas d'affluent référencé au SANDRE.

### Rang de Strahler
Donc le rang de Strahler de la Callonne est de un.

## Hydrologie
Son régime hydrologique est dit pluvial océanique.